# يوهان أندرسون (تنس)
يوهان أندرسون (بالإنجليزية: Johan Anderson)‏ مواليد 29 سبتمبر 1971 في فيستيروس، هو لاعب كرة مضرب أسترالي سابق وكان يلعب باليد اليمنى. أعلى تصنيف له في الفردي كان المركز الـ 90 في سنة 1989. أعلى تصنيف له في الزوجي كان المركز الـ 178 في سنة  1991.

## المسيرة
| جراند سلام                  |         |             |             |
| أستراليا المفتوحة           | الدور 3 | فوز         | نصف النهائي |
| فرنسا المفتوحة              | غ       | ربع النهائي | ربع النهائي |
| بطولة ويمبلدون              | غ       | الدور 1     | ربع النهائي |
| بطولة أمريكا المفتوحة للتنس | غ       | غ           | غ           |

## روابط خارجية
- يوهان أندرسون على موقع رابطة محترفي التنس (الإنجليزية)
- يوهان أندرسون على موقع الاتحاد الدولي لكرة المضرب (الإنجليزية)
- يوهان أندرسون على موقع خلاصة التنس.كوم (الإنجليزية)